# Mitra carbonaria
Mitra carbonaria is een slakkensoort uit de familie van de Mitridae. De wetenschappelijke naam van de soort is voor het eerst geldig gepubliceerd in 1822 door Swainson.